# Farnhamville
Farnhamville è un comune degli Stati Uniti d'America, situato nello Stato dell'Iowa, diviso tra la contea di Calhoun e la contea di Webster.